# نوندا (نيويورك)
نوندا (بالإنجليزية: Nunda, New York)‏ هي بلدة أمريكية تقع في الولايات المتحدة في مقاطعة ليفينغستون، نيويورك. يقدر عدد سكانها بـ 3,064 نسمة .

## أعلام
- جون بي. وينسلو